# Gisement de Prirazlomnoïe
Le gisement de Prirazlomnoïe (en russe : Приразломное месторождение, Prirazlomnoïé miestorojdenié) est un champ pétrolifère offshore arctique situé dans la mer de Petchora, au sud de Novaïa Zemlia, en Russie, qui constitue le premier développement pétrolier offshore commercial dans le secteur arctique russe.
Le gisement a été découvert en 1989 et est en exploitation depuis 2013. L'exploitation du gisement est basée sur la plate-forme fixe Prirazlomnaïa, qui est la première plate-forme pétrolière au monde résistante à la glace arctique.
Le nom Prirazlomnoïe signifie « près de la faille géologique ».

## Réserves
Le gisement de Prirazlomnoïe contient des réserves estimées de 610 millions de barils (97 millions de mètres cubes).

## Découverte et développement
Le gisement a été découvert en 1989. En 1993, la licence de développement a été délivrée à Rosshelf, une filiale de Gazprom, et le terrain devait être opérationnel en 2001. En juin 2000, Gazprom et la société énergétique allemande Wintershall ont signé un mémorandum de coopération pour le développement du gisement de Prirazlomnoïe. Rosneft voulait également rejoindre le projet. En 2002, la licence a été transférée à Sevmorneftegaz, une coentreprise de Gazprom et Rosneft. Plus tard, Sevmorneftegaz est devenue une filiale à 100 % de Gazprom. Il est prévu de céder le développement de Prirazlomnoïe à Gazprom Neft, une branche pétrolière de Gazprom.
Le projet de développement du gisement est basé sur la seule plate-forme de stationnement de Prirazlomnaïa. La plate-forme pétrolière, construite par le chantier naval Sevmash à Severodvinsk, devait être achevée d'ici 2011 et après cela, le forage devait commencer,. La plate-forme de Prirazlomnaïa était équipée de la face supérieure de la plate-forme à ancrage tendu (TLP) de Conoco pour le gisement Hutton, mise hors service en 1984, qui était la toute première plate-forme à jambes de tension jamais construite,. Le pétrole produit sera transporté par les pétroliers-navettes à double-action Mikhaïl Oulianov et Kirill Lavrov, construits au chantier naval de l'Amirauté et exploités par Sovcomflot, jusqu'au navire flottant de stockage et de déchargement Belokamenka, situé dans la baie de Kola près de Mourmansk. Gazprom envisage de construire une raffinerie de pétrole à Teriberka à l'emplacement de l'usine de GNL du développement de Chtokman pour le traitement du pétrole des champs de Prirazlomnoïe et Dolginskoïe.
Le projet de développement a été conçu par Vniigaz Institute, une filiale de Gazprom. Le volume annuel maximal estimé de production de pétrole devrait être de 6,6 millions de tonnes. L'investissement total devrait être d'environ 1,03 milliard d'USD.

## L'extraction de pétrole brut de Prirazlomnaïa
La construction de la Prirazlomnaïa a duré près d'une décennie. L'installation de la plate-forme a été remorquée jusqu'à la mer de Petchora en août 2011, mais il a fallu 2,5 ans avant que la production ne démarre en décembre 2013. En 2014, Gazprom prévoit de livrer au moins 300 000 tonnes de brut arctique (ARCO),.
Le champ arctique de Prirazlomnoïe a produit le 10 millionième baril de pétrole russe du nord de l'Arctique en mars 2016.

## Problèmes environnementaux
Le forage commercial devait commencer au début de 2012, mais il a été retardé au moins jusqu'au printemps 2013 en raison des préoccupations de sécurité de manifestants. Des problèmes de sécurité ont été soulevés à propos de la plate-forme Prirazlomnoïe, citant l'utilisation d'équipements déclassés (la partie supérieure de la plate-forme TLP de 1984), mais le plan d'intervention en cas de déversement d'hydrocarbures de Gazprom pour l'exploitation de Prirazlomnaïa a été renouvelé en 2014, et la plupart des questions ont trouvé leurs réponses.
Selon une étude des scénarios possibles de déversement de pétrole dans l'Arctique à partir de la plate-forme pétrolière Prirazlomnaïa réalisée par des scientifiques russes, en collaboration avec des écologistes de Greenpeace et du WWF-Russie, Greenpeace et le Fonds mondial pour la nature (WWF), Gazprom ne serait pas prêt à faire face de manière adéquate à un déversement lié à la production de pétrole. Le ministère russe des Urgences a confirmé que le plan d'intervention en cas de déversement d'hydrocarbures de Gazprom a expiré en juillet 2012, rendant tout forage entrepris par la société dans l'Arctique illégal jusqu'à ce qu'un nouveau soit soumis et approuvé,. Le 24 août 2012, un groupe d'activistes de Greenpeace dirigé par Kumi Naidoo a escaladé la plate-forme et affiché une banderole « Ne tuez pas l'Arctique »,.
Le 18 septembre 2013, le navire de Greenpeace Arctic Sunrise a encerclé la plate-forme pétrolière de Prirazlomnaïa tandis que trois membres d'équipage tentaient de monter à bord de la plate-forme. En réponse, les garde-côtes russes ont pris le contrôle du navire et ont arrêté les militants,,. Le navire a ensuite été remorqué par un navire des garde-côtes jusqu'au port arctique russe de Mourmansk. L'équipage était composé de trente membres de seize nationalités différentes. Le gouvernement russe a l'intention d'accuser les militants de Greenpeace de piraterie, passible d'une peine maximale de quinze ans d'emprisonnement. C'est la réponse la plus dure que Greenpeace ait rencontrée de la part d'un gouvernement depuis le bombardement du Rainbow Warrior en 1985, a déclaré Phil Radford, directeur exécutif de Greenpeace USA. Les Pays-Bas ont lancé une action en justice pour libérer 30 militants de Greenpeace accusés en Russie de piraterie. Arctic Sunrise est un navire battant pavillon néerlandais. Le ministre des Affaires étrangères Frans Timmermans a déclaré que les Pays-Bas avaient saisi le Tribunal de l'ONU pour le droit de la mer, qui résout les différends maritimes entre États. Les Pays-Bas considèrent l'immobilisation du navire comme illégale.